# پسران گاسپاری
پسران گاسپاری (آلمانی: Die Söhne des Herrn Gaspary) یک فیلم درام آلمانی محصول ۱۹۴۸ به کارگردانی رولف مایر و با بازی لیل داگوفر، هانس اشتووه و کاترینا میبرگ است. این فیلم در استودیوی بندستورف در نزدیکی هامبورگ و در لوکیشنی در غرب اتریش فیلمبرداری شده است. صحنه‌های فیلم توسط کارگردان هنری، اریش گراو طراحی شده است.

## خلاصه داستان
در سال ۱۹۳۳، زمانی که پدر و یک پسر به سوئیس دموکراتیک مهاجرت می‌کنند، در حالی که مادر و پسر دیگر در آلمان نازی باقی می‌مانند، خانواده‌ای از هم جدا می‌شود. دو شاخه خانواده در مسیرهای بسیار متفاوتی رشد می‌کنند.